# Dyo (Sängerin)
Dayo Olatunji (* 4. März 1992), besser bekannt als Dyo (ehemals Ms D), ist eine englische R&B-Sängerin aus London. 

## Biografie
Dayo Olatunji stammt aus einer nigerianisch-stämmigen Familie. Ihre Mutter wurde in Großbritannien geboren, ihr Vater stammt aus Lagos in Nigeria. Sie begann mit etwa vier Jahren zu singen, ab einem Alter von etwa 10 Jahren nahm sie an Talentshows und Wettbewerben teil.
2009 sang Ms D auf der Single Oopsy Daisy des Rappers Chipmunk als Hintergrundbegleitung. Die Single stieg am 11. Oktober 2009 an die Spitze der britischen Singlecharts.
Bekannt wurde Ms D allerdings vor allem als Duettpartnerin des Rappers Wiley auf dessen Album The Ascent, auf dem sie in drei Stücken mitsang. Der Song Heatwave stieg 2012 in die britischen Charts ein und war vom 5. bis 18. August ein Nummer-eins-Hit. Auch bei den Singles Can You Hear Me (Ayayaya) (gemeinsam mit Skepta und Jme) sowie Reload (mit Chipmunk) wurde Wiley von Ms D unterstützt.
2012 sang sie zudem bei der Single Dependency im Duett mit Charlie Brown. Sie arbeitete zudem unter anderem mit Iggy Azalea, für deren Song Bounce sie die Hookline schrieb, sowie Conor Maynard und Rita Ora. 2014 veröffentlichte Ms D eine eigene EP mit dem Titel Resonance bei dem Label Killing Moon Records.

## Diskografie
EPs
- 2014: Resonance

Singles
- 2009: Oopsy Daisy (Chipmunk feat. Dayo Olatunji)
- 2012: Heatwave (Wiley feat. Ms D)
- 2012: Can You Hear Me (Ayayaya) (Wiley feat. Skepta, Jme und Ms D)
- 2012: Reload (Wiley feat. Chip und Ms D)
- 2012: Dependency (Charlie Brown feat. Ms D)
- 2014: My Pen
- 2016: Sexual (Neiked feat. Dyo)